# 勒西
勒西（法語：Recy，法語發音：[ʁəsi]）是法国马恩省的一个市镇，位于该省中部，属于香槟沙隆区。

## 地理
勒西（48°59'22"N, 4°18'45"E）面积14.38 平方千米，位于法国大東部大區马恩省，该省份为法国东北部内陆省份，北起阿登省，西北接埃纳省，西南接塞纳-马恩省，南至奥布省，东南接上马恩省，东临默兹省。
与勒西接壤的市镇（或旧市镇、城区）包括：法尼耶尔、瑞维尼、马图格、圣吉布里安、圣马丹叙勒普雷、拉沃夫。

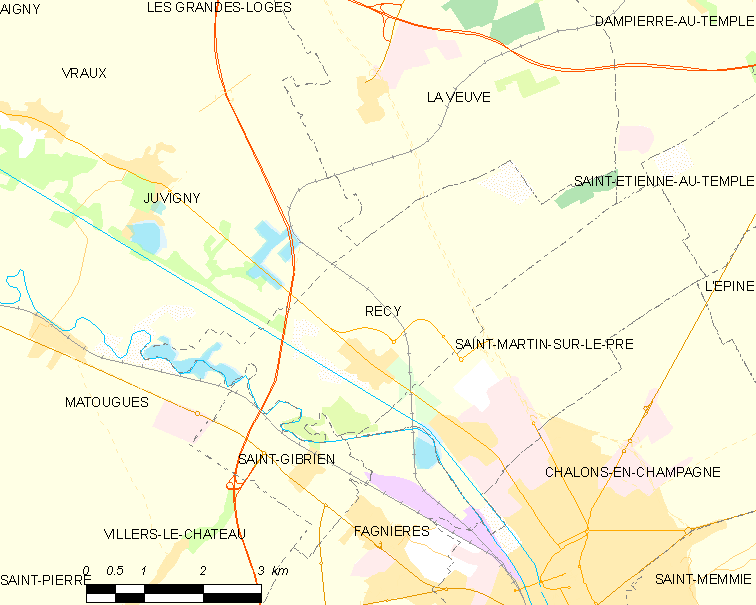
勒西的OSM定位图

勒西的时区为UTC+01:00、UTC+02:00（夏令时）。

## 行政
勒西的邮政编码为51520，INSEE市镇编码为51453。

## 政治
勒西所属的省级选区为香槟沙隆第二县。

## 人口

1962-2008年间勒西人口变化图示

勒西于2022年1月1日时的人口数量为1077人。